# Qichen Jiangjun
Qichen Jiangjun (騎陣將軍) est le nom traditionnel donné en astronomie chinoise à l'étoile κ Lupi. Le nom signifie en langue chinoise « général de cavalerie ». À l'instar de l'étoile Cexing associée à l'astérisme Wangliang, cette étoile est associée à un astérisme plus vaste de son voisinage, Qiguan, symbolisant des officiers de cavalerie.

## Référence
- (en) Francis Richard Stephenson et David A. Green, Historical supernovae and their remnants, Oxford, Oxford University Press, 2002, 252 p. (ISBN 0198507666), page 220.